# Ike Opara
Ikenna Martin „Ike“ Opara (* 21. Februar 1989 in Durham) ist ein US-amerikanischer ehemaliger Fußballspieler, der meistens auf der Position des Abwehrspielers eingesetzt wurde.

## Karriere

### Jugend und Amateurfußball
Opara spielte in den Jahren von 2007 bis 2009 für das Fußballteam der Wake Forest University. In dieser Zeit erzielte er neun Tore und drei Vorlagen in 65 Spielen. In seinem ersten Jahr am College gewann er mit seinem Team den „NCAA College Cup Championship“.
Während seiner Zeit am College spielte er auch für zwei Saisons für die Cary Clarets in der USL Premier Development League.

### Vereinskarriere
Opara wurde als dritter Pick in der ersten Runde des MLS SuperDraft 2010 von den San José Earthquakes gewählt.
Sein Profidebüt in der MLS bestritt er am 27. März 2010 im ersten Spiel der Saison gegen Real Salt Lake. Sein erstes Profitor erzielte er bereits in seinem zweiten Spiel am 10. April 2010. Opara traf dort zum 2:1-Endstand gegen Chicago Fire.
Am 12. Dezember 2012 wurde Opara zu Sporting Kansas City transferiert. Im Gegenzug erhielten die San José Earthquakes den Pick in der zweiten Runde des MLS SuperDraft 2013 von Sporting Kansas City.
Zur Saison 2019 wechselte Opara für 900.000 $ zu Minnesota United. Sein erstes Tor für Minnesota erzielte er beim 1:1-Unentschieden gegen Seattle Sounders am 4. Mai 2019. Am Ende der Saison 2019 wurde er zum „MLS Defender of the Year“ ernannt. Er ist damit erst der vierte Spieler dem das mehrmals in der MLS gelang. In Folge von mehreren Verletzungen wurde sein Vertrag bei Minnesota am 5. August 2021 zum Ende der Saison aufgelöst.

### Nationalmannschaft
Ike Opara gab sein Debüt in der Fußballnationalmannschaft der Vereinigten Staaten am 29. Januar 2018 im Spiel gegen Bosnien-Herzegowina.